# Бхаккар (округ)
Бхаккар (урду ضِلع بهكّر‎, англ. Bhakkar District) — один из 36 округов пакистанской провинции Пенджаб. Административный центр — город Бхаккар.

## География
Бхаккар граничит с округом Леях на юге, с округом Дера-Исмаил-Хан на западе, с округом Миянвали на севере, с округами Хушаб и Джанг на востоке.

## Техсилы
Бхаккар занимает площадь 8153 км² и разделен на четыре техсила:
- Бхаккар
- Даря-Хан
- Калуркот
- Манкера